# Projétil penetrante formado por explosão

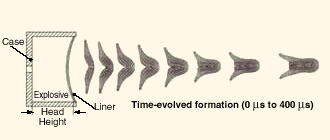
Formação de uma ogiva EFP. Laboratório de Pesquisa da USAF.

Um projétil penetrante formado por explosão ( EFP ), também chamado de ogiva auto forjante ou fragmento auto forjante, é um tipo especial de carga moldada projetada para penetrar blindagem de forma eficaz. Como o nome sugere, o efeito da carga explosiva é deformar uma placa de metal em uma forma de bala ou cilindro e acelerá-la em direção a um alvo. Eles foram desenvolvidos pela primeira vez como perfuradores de poços de petróleo por empresas petrolíferas americanas na década de 1930 e foram implantados como armas na Segunda Guerra Mundial.

## Diferenças em comparação com cargas formadas convencionalmente

Formação de um EFP

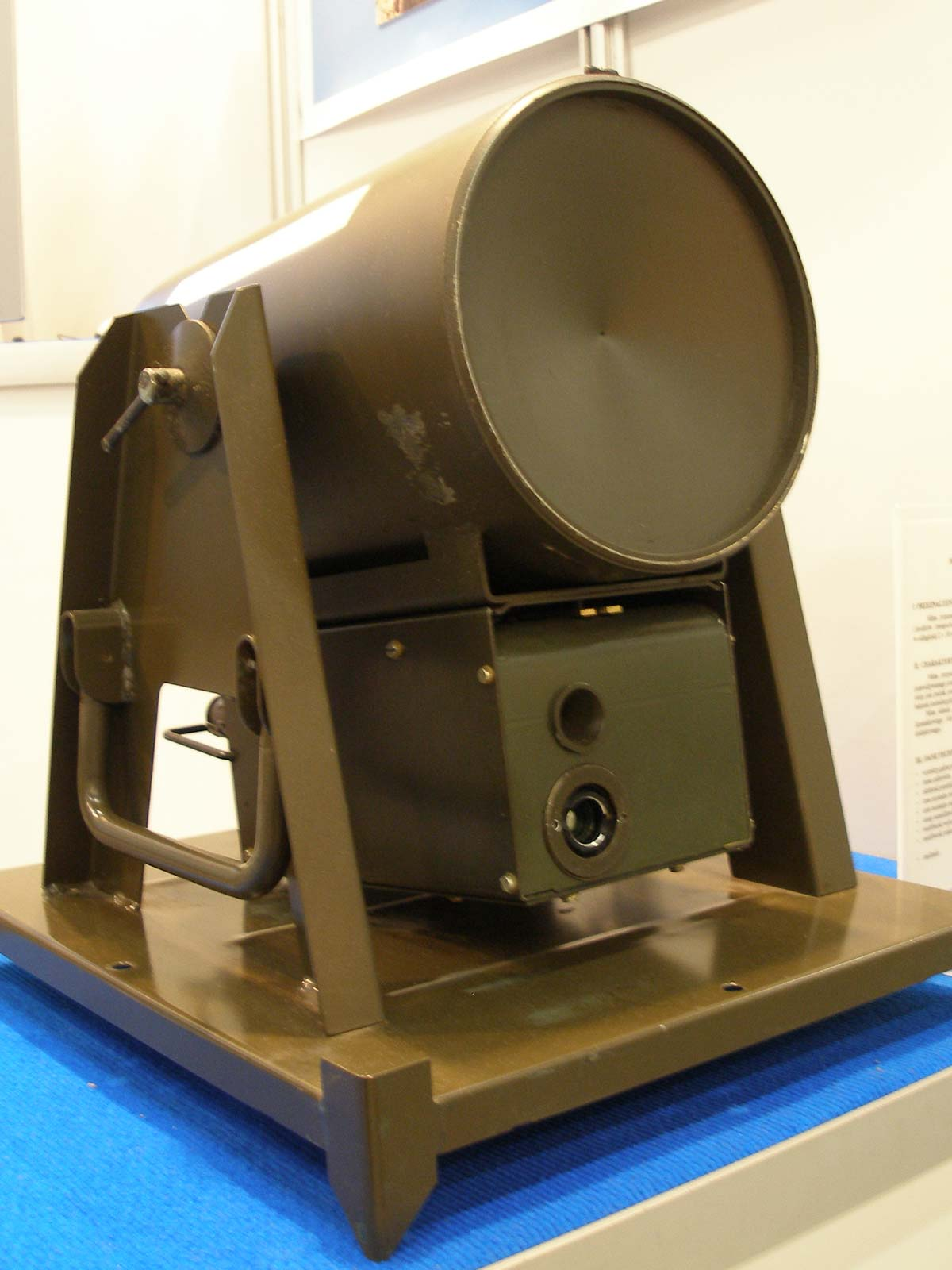
Mina MPB mostrando a face de seu projétil penetrante formado por explosão.

Uma carga formada convencionalmente geralmente tem um revestimento de metal cônico que é forçado por uma explosão em hipervelocidade e hiperplastia, tornando-o capaz de penetrar blindagens de aço espessas e incapacitar veículos. Uma desvantagem desse arranjo é que o jato de metal perde eficácia à medida que avança, pois se fragmenta em partículas desconectadas que saem de alinhamento.
Um EFP opera com o mesmo princípio, mas seu revestimento é projetado para formar um projétil distinto que manterá sua forma, permitindo que ele penetre blindagens a uma distância maior. O revestimento em forma de disco de um EFP pode gerar projéteis de várias formas distintas, dependendo da forma da placa e de como o explosivo é detonado.
A penetração de um EFP é mais afetada pela densidade de seu revestimento metálico em comparação com uma carga convencional. Com 16.654 g/cm3, o tântalo é preferível em sistemas de disparo que têm limitações de tamanho, como o SADARM, que utiliza um obus. Para outros sistemas sem limitações práticas no diâmetro da ogiva, um revestimento de cobre mais barato (8.960 g/cm3 ) com o dobro do diâmetro pode ser usado. Um EFP com revestimento de tântalo normalmente pode perfurar blindagens de espessura igual ao seu diâmetro - ou metade dessa espessura com um revestimento de cobre. Por outro lado, uma carga de  convencional pode penetrar em blindagens com espessura de até seis vezes seu diâmetro, dependendo de seu design e do material do revestimento.
Algumas ogivas EFP sofisticadas têm vários detonadores que podem ser ativados em diferentes arranjos, causando diferentes explosões, resultando em um projétil penetrante com forma de haste longa, um projétil aerodinâmico ou vários fragmentos de alta velocidade. Uma abordagem menos sofisticada para alterar a formação de um EFP é o uso de tela de arame na frente do revestimento, o que faz com que o revestimento se fragmente em múltiplos projéteis.
Além dos EFPs de projétil único (também chamados de EFPs únicos ou SEFPs), existem ogivas EFP cujos revestimentos são projetados para produzir mais de um projétil; estes são conhecidos como EFPs múltiplos, ou MEFPs. O revestimento de um MEFP geralmente consiste em uma série de sulcos que se cruzam em ângulos agudos. Após a detonação, o revestimento se fragmenta ao longo dessas interseções formando dezenas de pequenos projéteis geralmente esféricos, produzindo um efeito semelhante ao de uma espingarda. O padrão de impactos em um alvo pode ser controlado com precisão com base no design do revestimento e na maneira como a carga explosiva é detonada. Um MEFP nuclear foi supostamente proposto por um membro do grupo JASON em 1966 para defesa contra mísseis balísticos em fase terminal. Um dispositivo relacionado foi a unidade de propulsão de pulso nuclear proposta para o Projeto Orion .
Pesquisa extensa está em andamento entre as cargas convencionais e EFPs, que combina as vantagens de ambos os tipos, resultando em longos EFPs com formato de haste para distâncias curtas e médias (por causa da falta de estabilidade aérea) com capacidade de penetração aprimorada.
EFPs foram adotados como ogivas em vários sistemas de armas, incluindo as bombas de ar CBU-97 e BLU-108 (com a submunição Skeet), o kit de demolição M303 das Forças de Operações Especiais, a Munição Leve de Ataque Selecionável M2/M4 (SLAM), a submunição SADARM, a munição de longo alcance SMArt 155, o Sistema de Ataque Autônomo de Baixo Custo e o míssil antitanque TOW-2B .

## Uso em dispositivos explosivos improvisados

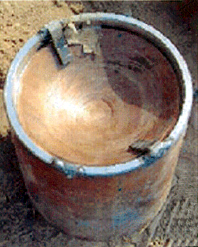
Dispositivo explosivo improvisado no Iraque. Quando ativado, a placa de cobre côncava no topo torna-se um EFP.

EFPs foram usados em dispositivos explosivos improvisados contra carros blindados, por exemplo no assassinato do banqueiro alemão Alfred Herrhausen (atribuído à Facção do Exército Vermelho) em 1989, e pelo Hezbollah na década de 1990. Recentemente passaram a ser usados de modo generalizado em IEDs por insurgentes no Iraque contra veículos da coalizão.
As cargas são geralmente cilíndricas, fabricadas a partir de tubos de metal comuns, com a extremidade dianteira fechada por um revestimento côncavo em forma de disco feito de cobre ou aço para criar uma carga moldada. O explosivo é colocado atrás do forro de metal para encher o cano. Após a detonação, o explosivo projeta o revestimento para formar um projétil.
Os efeitos de explosões tradicionais, como ondas de choque e fragmentos de metal, raramente incapacitam veículos blindados, mas o projétil de cobre sólido formado por explosão é bastante letal - até mesmo para a nova geração de veículos resistentes a minas (que são feitos para resistir a uma mina antitanque) e muitos tanques.
Regularmente montados em barreiras de proteção na altura das janelas, eles são colocados ao longo das estradas em pontos de congestão onde os veículos tem que desacelerar, como cruzamentos e interseções. Isso dá ao operador tempo para decidir o momento correto para disparar, quando o veículo está se movendo mais lentamente.
A detonação é controlada por cabo, rádio, controles remotos de TV ou infravermelhos, ou armamento remoto com um sensor infravermelho passivo, ou através de um par de telefones celulares comuns. Os EFPs podem ser implantados individualmente, em pares ou em grades, dependendo da situação tática .

### Projéteis penetrantes formados por explosão não circulares
Os EFPs não circulares podem ser formados com base em modificações na construção do revestimento. Por exemplo, as patentes dos EUA 6606951 e 4649828 são de design não circular. US6606951B1 foi projetado para lançar vários EFPs assimétricos horizontalmente em 360 graus. US4649828A é projetado para formar vários EFPs em forma de prendedor de roupa, aumentando a probabilidade de acerto.
Além disso, um EFP simplificado (SIM-EFP) pode ser feito usando um revestimento retangular, semelhante a uma carga de formato linear ou carga com forma de prato modificada. Este design pode ser modificado para ser semelhante ao US4649828A com várias barras de aço cortadas e dobradas alinhadas lado a lado em vez de um revestimento único.
Na Irlanda do Norte foram descobertos dispositivos semelhantes que foram desenvolvidos por grupos dissidentes republicanos para uso contra a polícia.

## Impactador de asteroides
A espaçonave Hayabusa2 carregava um pequeno impactador portátil. Ele foi deixado em um asteroide e detonado. A explosão criou um projétil de cobre, que atingiu o asteroide com uma velocidade de 2 km/s. A cratera criada pelo impacto foi alvo de observações feitas com os instrumentos a bordo da nave. A carga moldada consistia em 4,5 kg de HMX plastificado e 2,5 kg de revestimento de cobre.